# Schizoprymnus cataphractus
Schizoprymnus cataphractus is een insect dat behoort tot de orde vliesvleugeligen (Hymenoptera) en de familie van de schildwespen (Braconidae). De wetenschappelijke naam van de soort werd voor het eerst geldig gepubliceerd door Snoflak in 1953.